# Georg Gyllensvärd

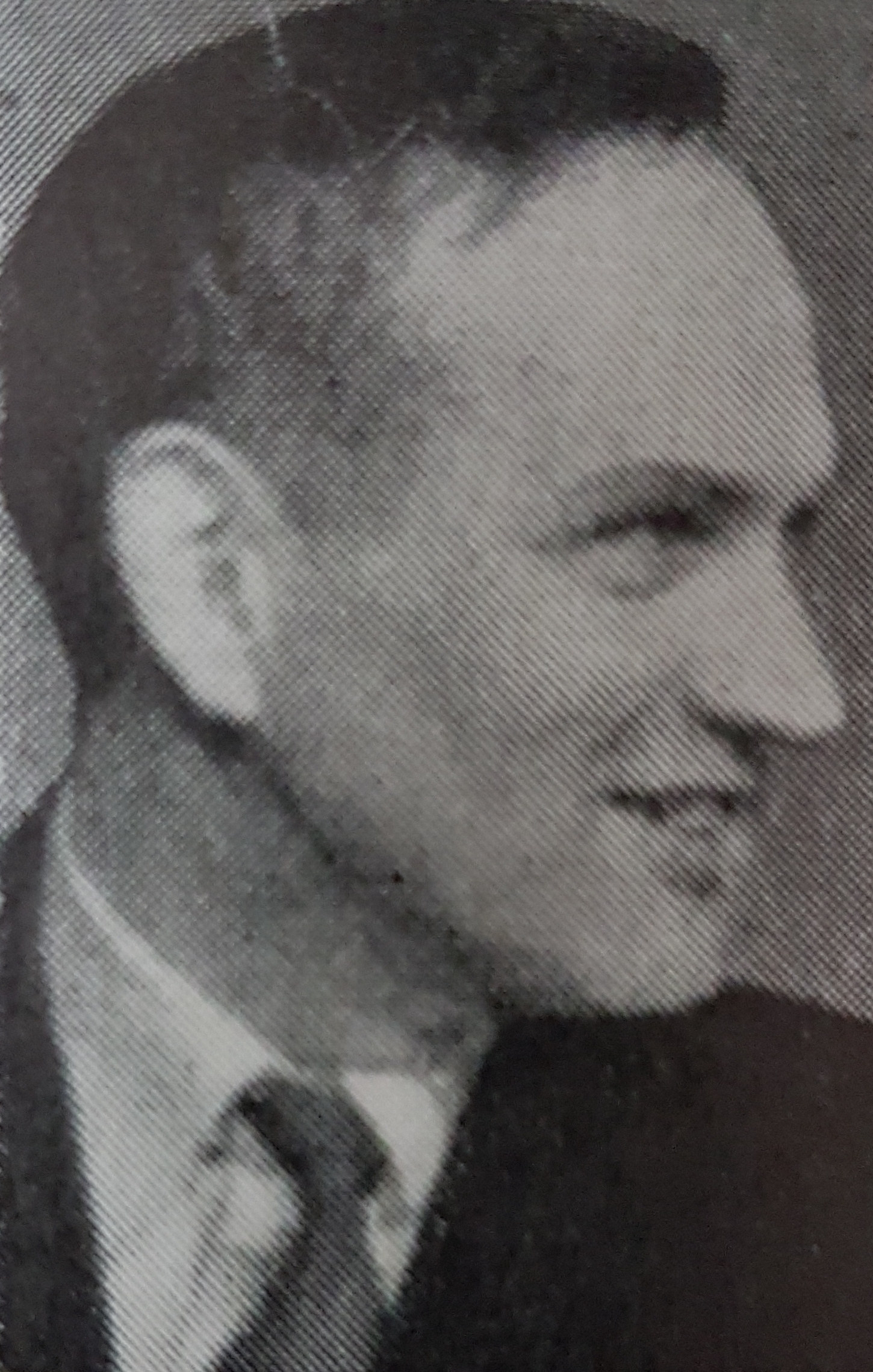
Georg Gyllensvärd

Georg Fredrik Gyllensvärd, född 22 januari 1909 i Härnösand, död 12 februari 2002 i Lundby församling i Göteborg, var en svensk  tecknare och grafiker. 
Han var son till överstelöjtnanten Axel Gyllensvärd och Hilda Gripensvärd och från 1942 gift med Greta Larsson. Gyllensvärd studerade vid Högre konstindustriella skolan i Stockholm 1930–1933 och vid Konsthögskolan 1934–1938 och under ett flertal studieresor till Frankrike. Tillsammans med Andreas Björkman ställde han ut på Galeri Moderne i Stockholm 1941 och han medverkade tre gånger i Nationalmuseums utställning Unga tecknare på 1940-talet, och i Svenska akvareller på Konstakademien 1947 samt i God konst på Liljevalchs konsthall 1951. Dessutom medverkade han ett flertal gånger i samlingsutställningar med Sveriges allmänna konstförening. Hans konst består av landskapsmotiv från Öland, Skåne, Bohuslän och Frankrike utförda i olja, gouache eller akvarell. Han var under en period på 1940-talet lärare vid Konstindustriskolan i Göteborg. Gyllensvärd är representerad vid Moderna museet och i Gustav VI Adolfs samling.

### Fotnoter
1. ↑  Sveriges dödbok 1901–2013. (Det finns 2 olika dödsår i tryckta källor, 2002 och 2003).
2. ↑  Moderna museet